# Archelaos von Priene

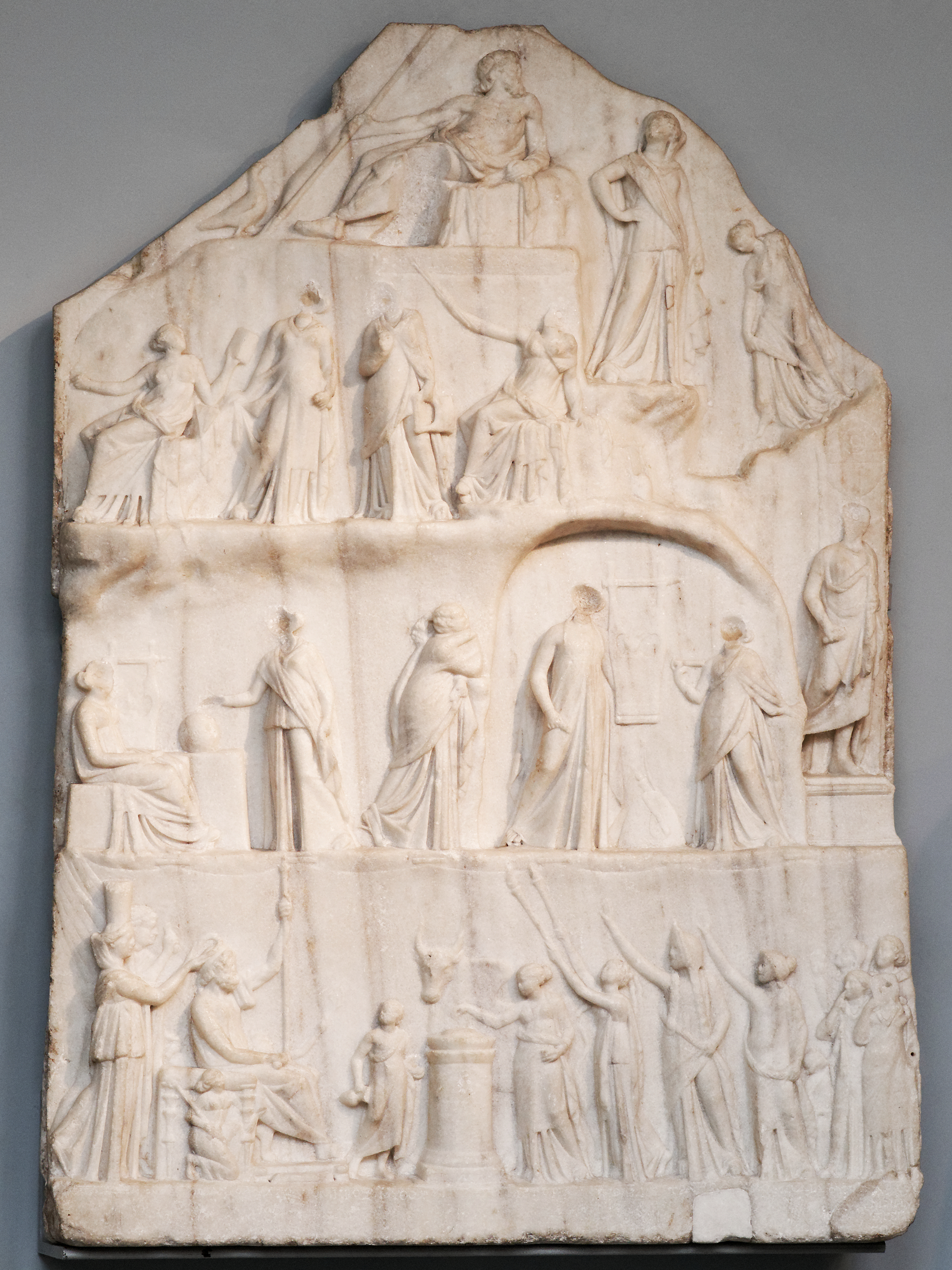
Das Archelaos-Relief: Die Apotheose des Homer, London, British Museum

Archelaos von Priene (griechisch Ἀρχέλαος) war ein griechischer Bildhauer des Hellenismus, der wahrscheinlich im 2. Jahrhundert v. Chr. wirkte.
Er ist uns einzig durch seine Signatur auf einem Relief bekannt, das danach auch Archelaos-Relief genannt wird.
Die Signatur lautet:

“Ἀρχέλαος Ἀπολλωνίου / ἐποίησε Πριηνεύς”

„Archelaos, [Sohn] des Apollonios, aus Priene hat [es] gemacht.“